# Ладонные межкостные мышцы
Ладонные межкостные мышцы (лат. Musculi interossei palmares) — мышца кисти.
Представляют собой три веретенообразных мышечных пучка, расположенных в межкостных промежутках кости. Первая межкостная мышца находится на лучевой половине ладони и, начинаясь на локтевой стороне II пястной кости, прикрепляется на локтевой стороне пястно-фалангового сустава указательного пальца и вплетается в его тыльный апоневроз. Вторая и третья межкостные мышцы находятся на локтевой половине ладони и, начинаясь на лучевой стороне IV и V пястных костей, прикрепляются к лучевой стороне капсул пястно-фаланговых суставов безымянного пальца и мизинца.

## Функция
Мышцы сгибают проксимальные фаланги пальцев и выпрямляют средние и дистальные фаланги указательного и безымянного пальцев и мизинца. Приводят их к среднему пальцу.